# Hans Grisebach

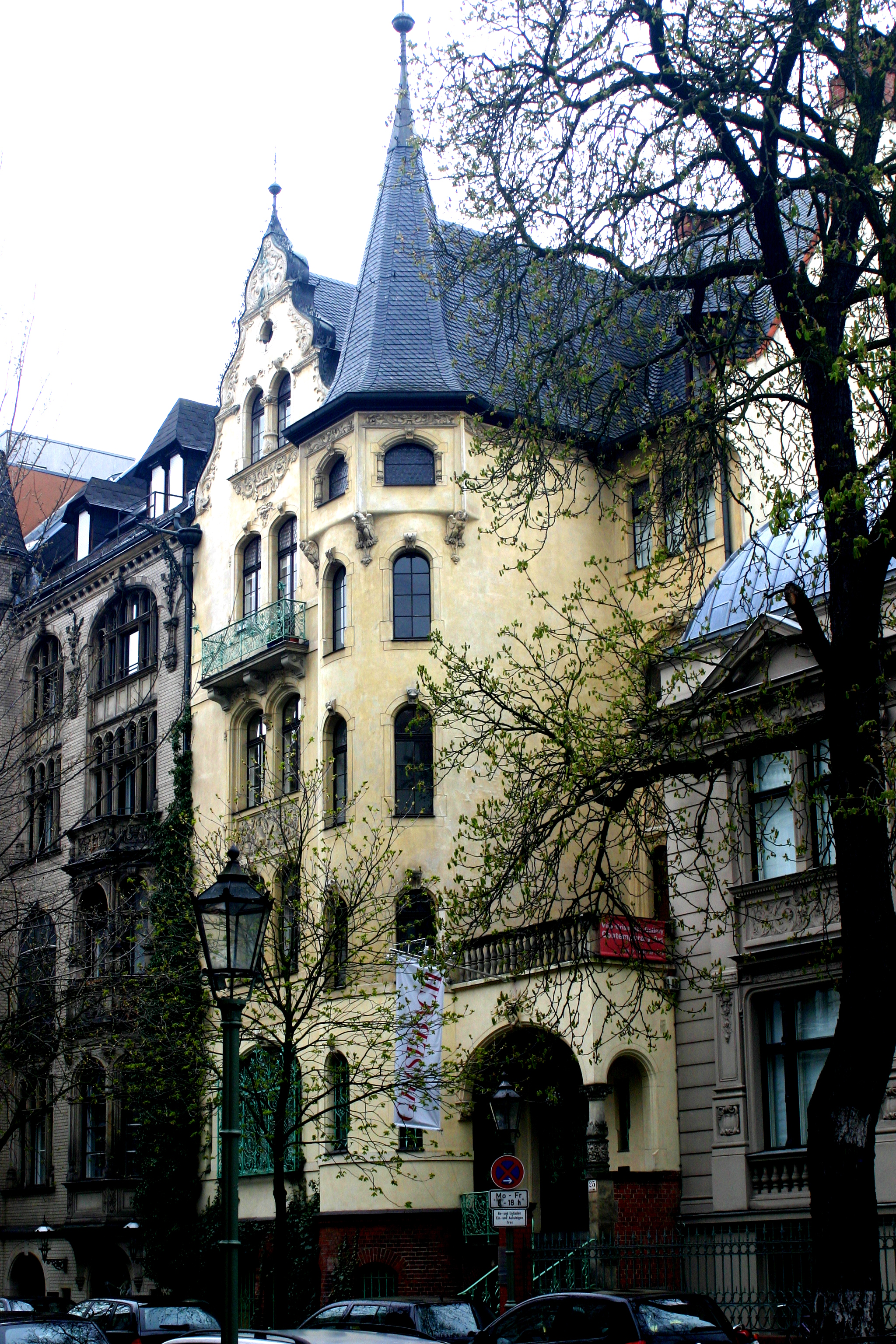
Villa Grisebach.

Hans Otto Friedrich Julius Grisebach, född 26 juni 1848 i Göttingen, död 11 maj 1904 i Berlin, var en tysk arkitekt som blev känd för sina byggnader i historiserande stil. Han var son till botanikern August Grisebach.

## Liv och verk
Hans Grisebach avslutade 1868 sin utbildning till arkitekt vid Polytechnikum i Hannover; därefter arbetade han tre år under dombyggmästaren Friedrich von Schmidt i Wien. Det följde ytterligare tre år som byggledare i Wiesbaden och en studieresa genom Europa. Därefter etablerade han sig i Berlin. År 1888 blev han ledamot i Berlins Akademie der Künste och mellan 1889 och 1901 hade han egen verksamhet tillsammans med arkitekten August Dinklage i kontoret Grisebach und Dinklage.
Grisebachs byggnader representerar huvudsakligen en historiserande stil med formelement från den tyska och nederländska nyrenässansen. Han lade stort värde i att byggnadernas utsmyckningar och detaljer utfördes med hög kvalitet och stort omsorg. Grisebach anlitades gärna av förmögna och intellektuella beställare att rita privatslott och exklusiva herrgårdar samt villor. Bland dessa märks Grisebachs egen ”Villa Grisebach” i Berlin-Charlottenburg, ”Schloss Tremsbüttel” i närheten av Hamburg och ”Schloss Klink” i Mecklenburg-Vorpommern. Till hans mest kända villabyggen hör troligen ”Villa Wiesenstein” i Schlesien som han ritade för Gerhart Hauptmann.  
Han var god vän till Max Liebermann som gav honom uppdraget att rita ombyggnaden av sitt bostadshus vid Pariser Platz i Berlin. Grisebach porträtterades 1893 i en pastellteckning av Liebermann. Grisebach stod bakom Tysklands paviljong på Världsutställningen 1900 i Paris och några kyrkobyggnader. Till ett av Grisebach und Dinklages arbeten räknas även Berlins tunnelbanestation Schlesisches Tor, som stod färdig 1902 och var ett av kontorets sista uppdrag.
Mot slutet av sitt liv ägnade sig Grisebach enbart åt sitt eget bibliotek som omfattade en värdefull samling bestående av cirka 2 000 volymer rörande konst och arkitekturhistoria i Europa. Medan de flesta av Grisebachs byggnader förstördes under andra världskriget kunde boksamlingen nästan fullständig bevaras och finns idag i Berliner Kunstbibliothek. Han fann sin sista vila på Luisenfriedhof III i Berlin.

## Bilder (verk i urval)

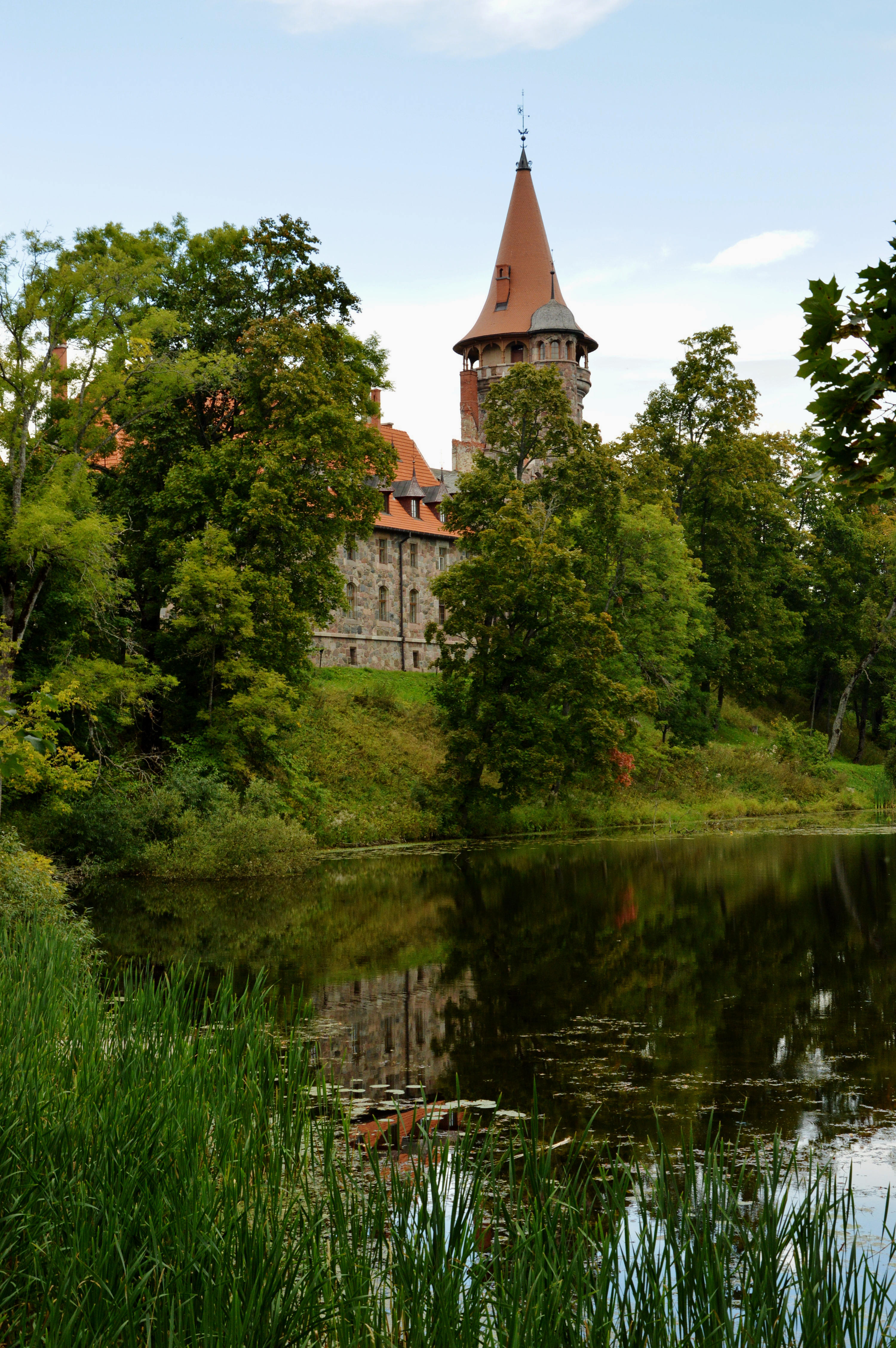
Cesvaines pils (Schloss Seßwegen)
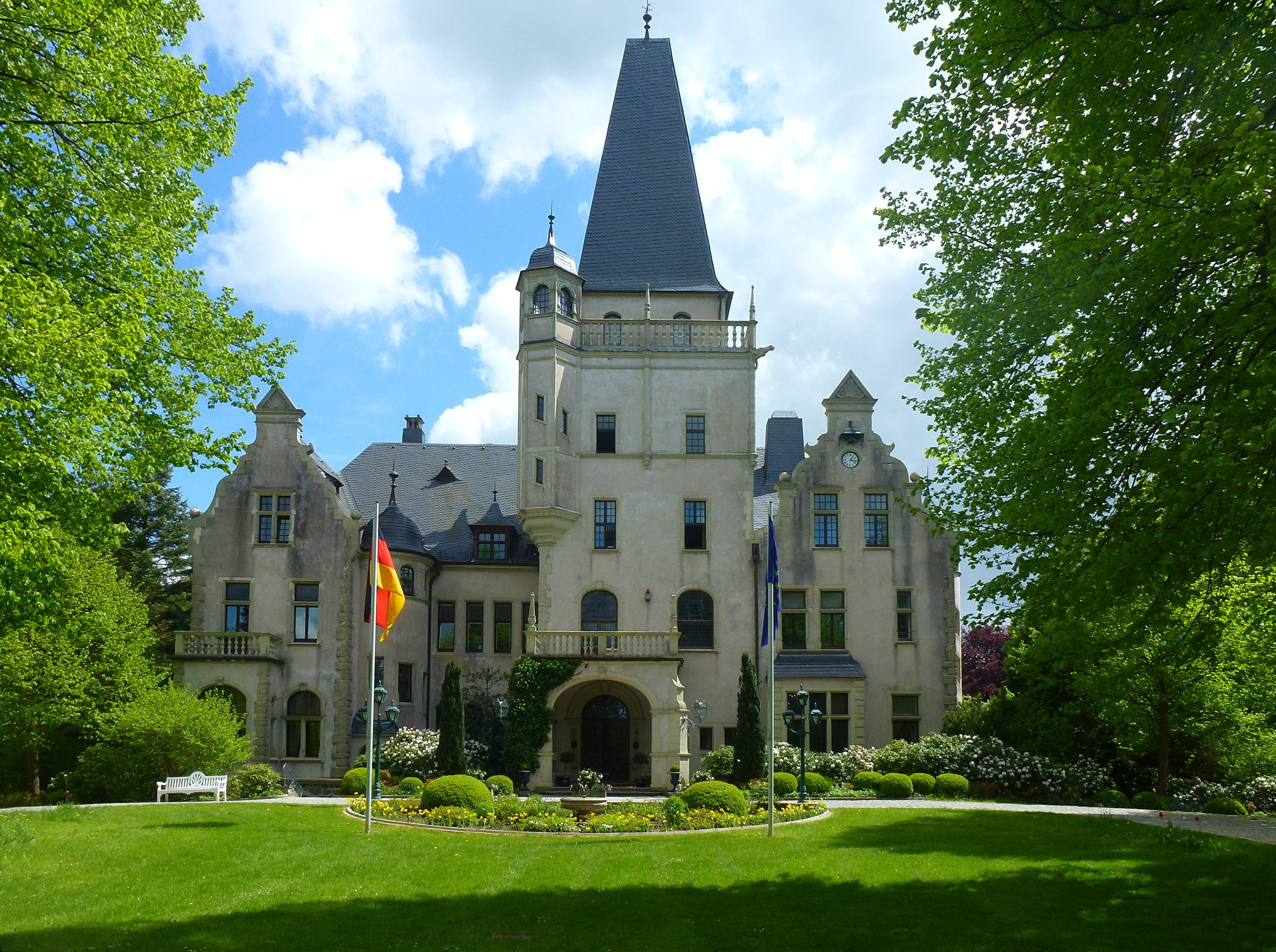
Schloss Tremsbüttel
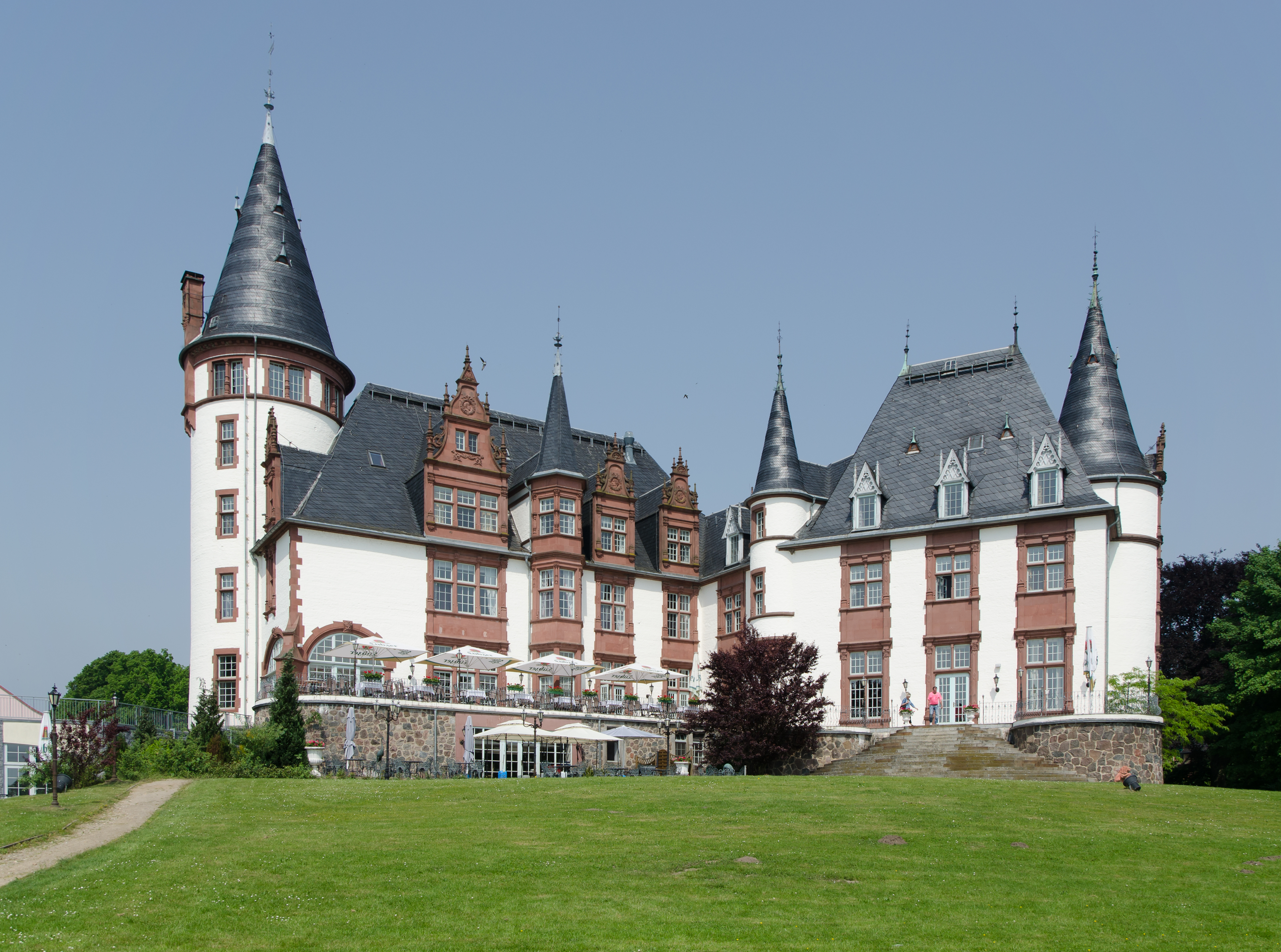
Schloss Klink
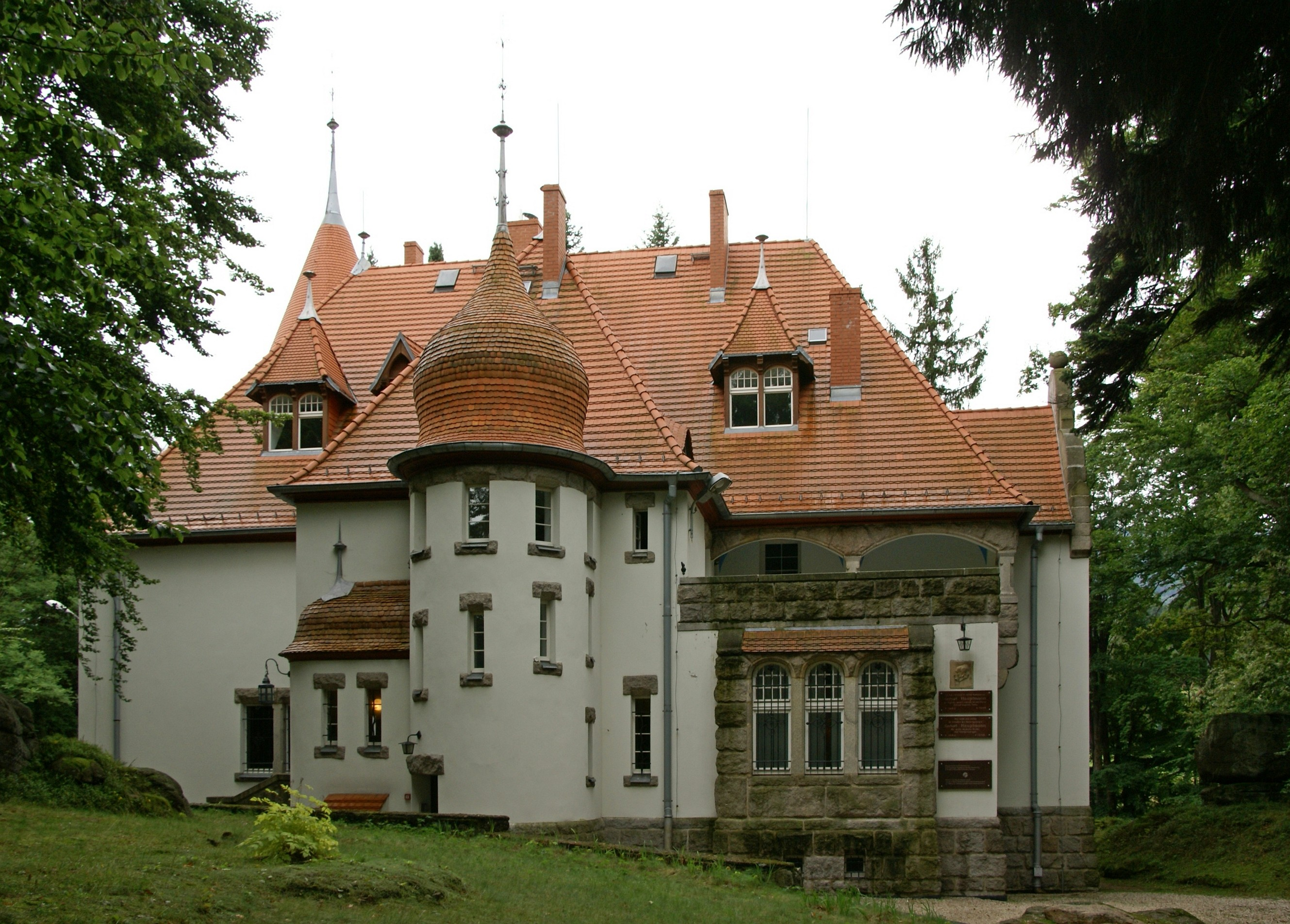
Villa Wiesenstein
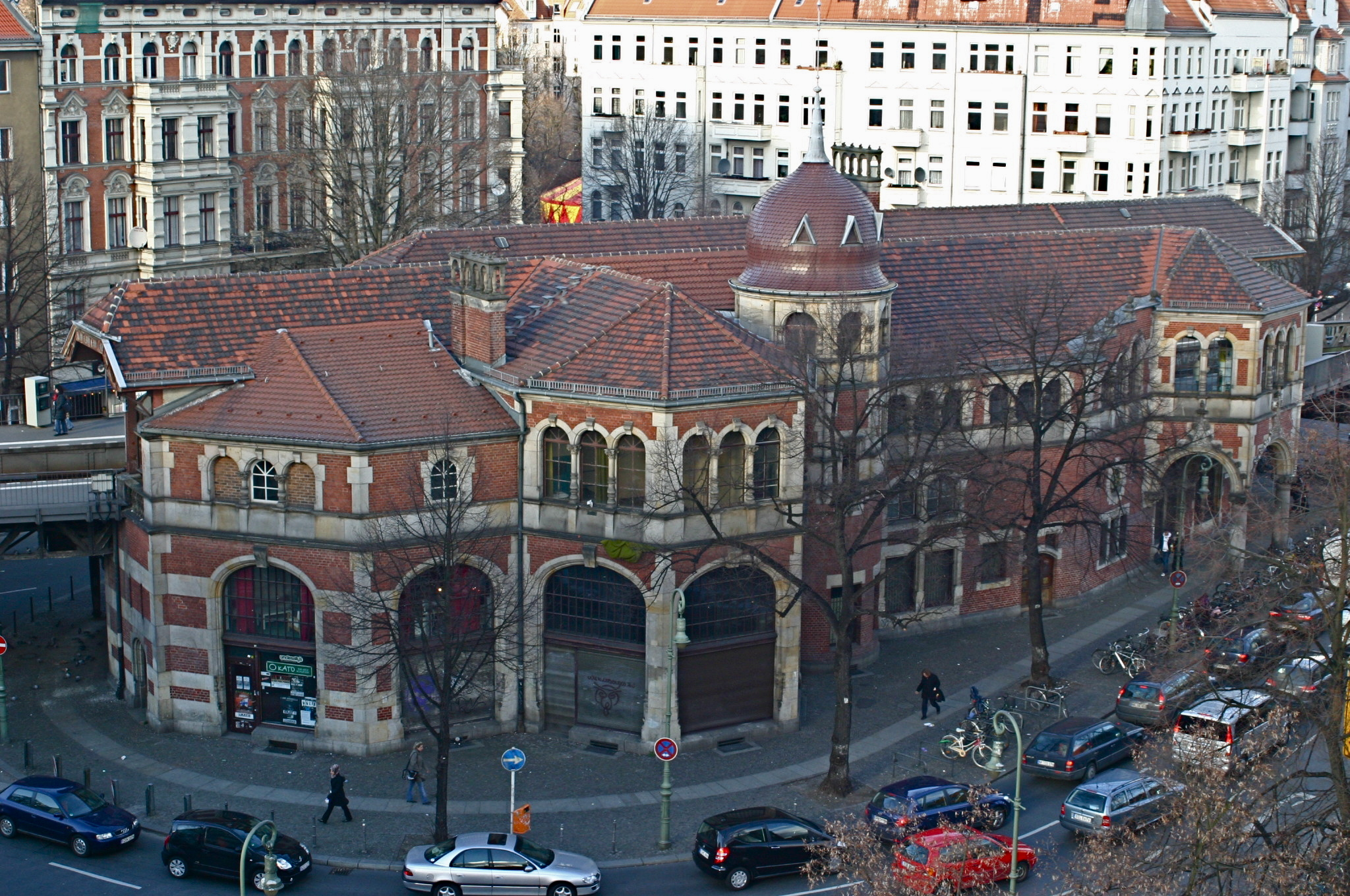
Schlesisches Tor